# Vescovato (Francia)
Vescovato (in corso U Vescuvatu) è un comune francese di 2 426 abitanti situato nel dipartimento dell'Alta Corsica nella regione della Corsica.

## Geografia
Vescovato sorge su uno sperone roccioso affacciato sulla pianura costiera, a 27,4 km a sud di Bastia.

## Etimologia
Il toponimo è originato dal fatto che sul finire del XIII secolo la località divenne sede della diocesi di Mariana.

## Storia
Nella seconda metà del XIII secolo i Cortinchi, che controllavano la diocesi di Mariana, fondarono sul sito occupato dall'odierna Vescovato un castello chiamato Belfiorito. Il fortilizio risulta menzionato per la prima volta in un documento del 1289. Con la distruzione di Mariana, Belfiorito, che sorgeva in un luogo sicuro e strategico allo stesso tempo, divenne la nuova residenza dei vescovi marianesi. 
Nel 1441 il vescovo di Mariana rinunciò ai suoi diritti sugli abitanti di Vescovato.

## Monumenti e luoghi d'interesse
- Chiesa di San Martino
- Oratorio di Santa Croce
- Oratorio di San Michele
- Convento dei Cappuccini

## Società

### Evoluzione demografica
Abitanti censiti